# Liponeura hispanica
Liponeura hispanica is een muggensoort uit de familie van de Blephariceridae. De wetenschappelijke naam van de soort is voor het eerst geldig gepubliceerd in 1991 door Zwick.